# Pentastomida
De Pentastomida vormen een kleine groep van de parasitaire kreeftachtigen.

Alle bekende 100 soorten zijn obligate parasieten met de daarbij horende gedegenereerde morfologie.

## Systematiek
Onderklasse Pentastomida Diesing, 1836
- Orde Cephalobaenida Heymons, 1935
  - Familie Cephalobaenidae Fain, 1961
- Orde Porocephalida Heymons, 1935
  - Superfamilie Linguatuloidea Haldeman, 1851
    - Familie Linguatulidae Heymons, 1935
    - Familie Subtriquetridae Fain, 1961

  - Superfamilie Porocephaloidea Sambon, 1922
    - Familie Porocephalidae Fain, 1961
    - Familie Sebekidae Fain, 1961
- Orde Raillietiellida
  - Familie Raillietiellidae Sambon, 1922
- Orde Reighardiida
  - Familie Reighardiidae Heymons, 1935